# Atlantic Championship 2009
Atlantic Championship 2009 kördes över 12 race. John Edwards tog hem mästerskapet, på samma poäng som tvåan Jonathan Summerton.

## Delsegrare
| Datum        | Bana           | Vinnare             |
| ------------ | -------------- | ------------------- |
| 20 mars      | Sebring        | John Edwards        |
| 17 maj       | Miller         | Simona de Silvestro |
| 13 juni      | New Jersey     | Jonathan Summerton  |
| 14 juni      | New Jersey     | Simona de Silvestro |
| 18 juli      | Lime Rock      | Simona de Silvestro |
| 25 juli      | Autobahn       | John Edwards        |
| 26 juli      | Autobahn       | John Edwards        |
| 8 augusti    | Mid-Ohio       | Jonathan Summerton  |
| 16 augusti   | Trois-Rivières | Simona de Silvestro |
| 30 augusti   | Mosport Park   | Jonathan Summerton  |
| 25 september | Road Atlanta   | Jonathan Summerton  |
| 11 oktober   | Laguna Seca    | John Edwards        |

## Slutställning
| Plats | Förare              | Poäng |
| ----- | ------------------- | ----- |
| 1     | John Edwards        | 182   |
| 2     | Jonathan Summerton  | 182   |
| 3     | Simona de Silvestro | 176   |
| 4     | Frédéric Vervisch   | 131   |
| 5     | Tonis Kasemets      | 103   |
| 6     | Markus Niemelä      | 98    |
| 7     | Borja García        | 88    |
| 8     | James Winslow       | 72    |
| 9     | Frankie Muniz       | 62    |
| 10    | Max Lefèvre         | 58    |